# Seznam čeških kolesarjev
Seznam čeških kolesarjev.

## A
- René Andrle

## B
- Jan Bárta

## Č
- Josef Černý

## G
- Daniel Gráč

## H
- Karel Hník
- Jan Hruška
- Martin Hunal

## K
- Leopold König
- Roman Kreuziger

## L
- Petr Lazar

## O
- Jakub Otruba

## P
- František Paďour

## S
- František Sisr
- Ján Svorada

## Š
- Radomír Šimůnek mlajši
- Radomír Šimůnek starejši
- Zdeněk Štybar

## V
- Karel Vacek
- Petr Vakoč